# Hafströms of Sweden
Hafströms of Sweden är ett svenskt cigarrmärke. Företaget producerar två typer av handgjorda cigarrer, Robusto No. 11 och Robusto No. 8. Robusto No. 11 är en ljus cigarr med en kraftfull och mjuk arom, med full styrka. Robusto No. 8 är en mörk cigarr med madurotäckbla, och är lätt kryddig. Båda cigarrerna är gjorda av nicaraguansk råvara, förutom täckbladet på Robusto No. 11, som är ecuadorianskt. 